# Showgirl - The Greatest Hits Tour (EP)
Showgirl - The Greatest Hits Tour è un EP live della cantante Kylie Minogue, rilasciato il 12 dicembre 2005, pubblicato solo per il download digitale.
La raccolta è stata registrata dal vivo nel 2005 durante lo Showgirl: The Greatest Hits Tour, bruscamente interrotto a causa di un tumore al seno diagnosticato alla cantante.
Presenta un singolo-promo in digitale Over The Rainbow.

## Tracce
- Better the Devil You Know
- What Do I Have to Do?
- Spinning Around
- Slow
- Red Blooded Woman/Where the Wild Roses Grow
- I Believe In You
- Can't Get You Out Of My Head
- Love at First Sight

## Singoli
- Over The Rainbow (Showgirl Tour)